# Gumantuk
Gumantuk is een bestuurslaag in het regentschap Lamongan van de provincie Oost-Java, Indonesië. Gumantuk telt 1254 inwoners (volkstelling 2010).